# La Costa WCT 1973
Il La Costa WCT 1973 è stato un torneo di tennis giocato sul cemento. È stata la 1ª edizione del torneo che fa parte del World Championship Tennis 1973. Si è giocato a La Costa negli Stati Uniti dal 22 al 28 gennaio 1973.

## Campioni

### Singolare maschile
Colin Dibley ha battuto in finale  Stan Smith con il punteggio di 6–3, 7–6

### Doppio maschile
Roy Emerson /  Rod Laver hanno battuto in finale  Nikola Pilić /  Allan Stone con il punteggio di 6–7, 6–3, 6–4